# Clidemia andersonii
Clidemia andersonii är en tvåhjärtbladig växtart som beskrevs av John Julius Wurdack. Clidemia andersonii ingår i släktet Clidemia och familjen Melastomataceae. Inga underarter finns listade i Catalogue of Life.